# United States Army Special Operations Command
L'United States Army Special Operation Command (USASOC) est l'un des commandements de l'USSOCOM. C'est la branche terrestre du commandement des opérations spéciales. Le chef de ce commandement est un Major General (Général de division).

## Unités

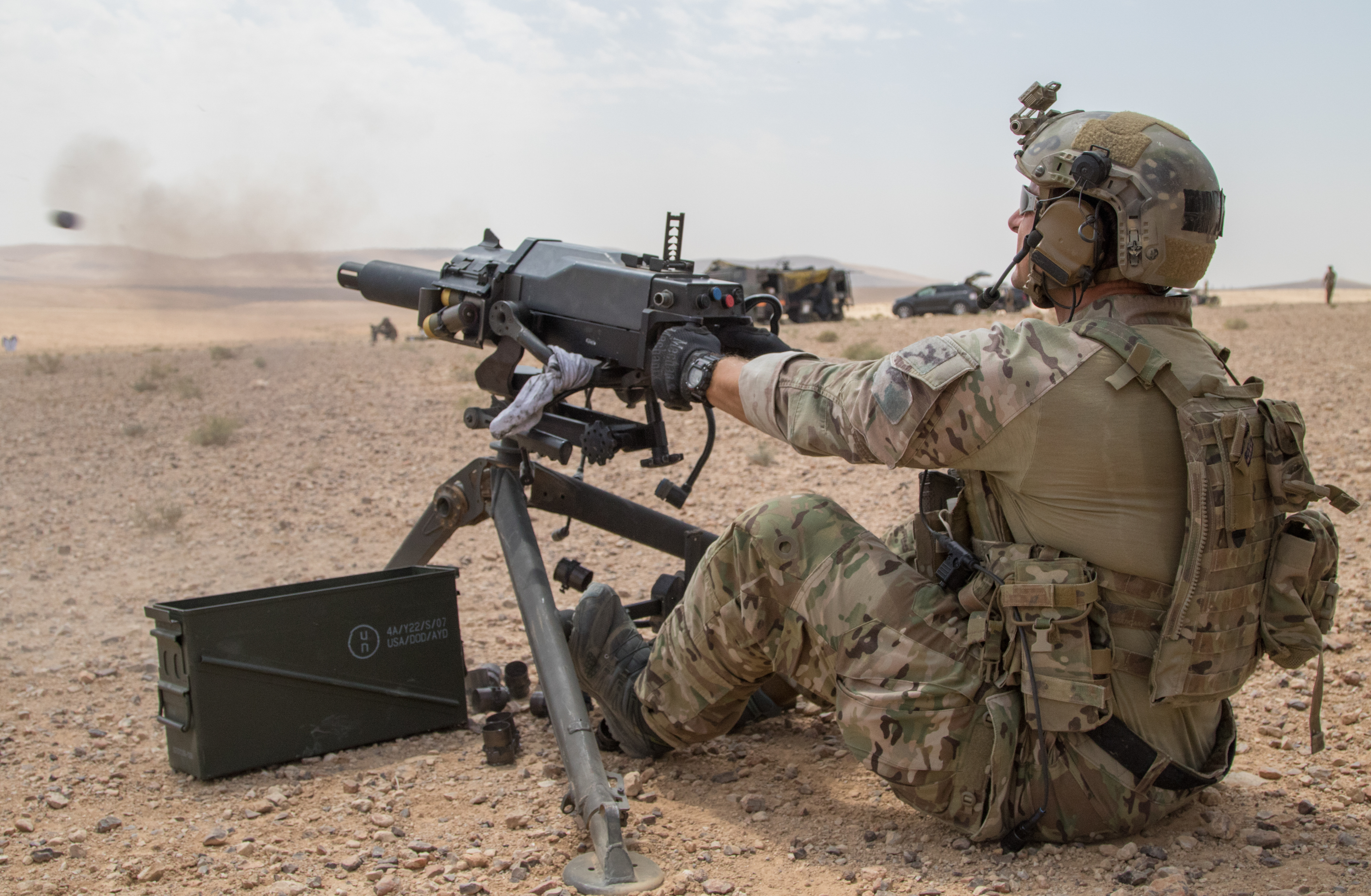
Un soldat de l'USASOC tirant au lance-grenades Mk 47 Striker durant un exercice en Jordanie le 28 aout 2019.

Badge d'épaule.

En 2019, l'USASOC est organisé comme suit :
- 1st Special Forces Command  (Airborne) [1st SFC (A)]
  - Special Forces dits « bérets verts » (« green berets »)
    - 1st Special Forces Group (Airborne) [SFG(A)], Joint Base Lewis-McChord, État de Washington
    - 3rd SFG (A), Fort Bragg, Caroline du Nord
    - 5th SFG (A), Fort Campbell, Kentucky
    - 7th SFG (A), Eglin Air Force Base, Floride
    - 10th SFG (A), Fort Carson, Colorado
    - 19th SFG (A), Draper, Utah (unité de la garde nationale)
    - 20th SFG (A), Birmingham, Alabama (unité de la garde nationale)

  - 4th Psychological Operations Group (Airborne), Fort Bragg
  - 8th Psychological Operations Group (Airborne), Fort Bragg
  - 95th Civil Affairs Brigade (Airborne) Fort Bragg
  - 528th Sustainment Brigade (Special Operations) (Airborne), Fort Bragg
    - 528th Special Troops Battalion (STB)
    - 112th Signal Battalion

  - US Army John F. Kennedy Special Warfare Center & School
- U.S. Army Special Operations Aviation Command (Airborne) [USASOAC (A)]
  - 160th Special Operations Aviation Regiment (Airborne) « Night Stalkers », basé à Fort Campbell, Kentucky; Joint Base Lewis-McChord, État de Washington; et Hunter Army Airfield, Géorgie
  - USASOC Flight Company, Fort Bragg
  - Special Operations Aviation Training Battalion, à Fort Campbell, Kentucky
- 75th Ranger Regiment
  - Regimental Headquarters, Fort Benning, Géorgie
  - 1st Ranger Battalion, Hunter Army Airfield, Savannah, Géorgie
  - 2nd Ranger Battalion, Fort Lewis, État de Washington
  - 3rd Ranger Battalion, Fort Benning
- Equipe de démontration parachutiste Black Daggers

Les unités Civil Affairs et Psychological Operations de réserve ne dépendent plus de l'USSOCOM.

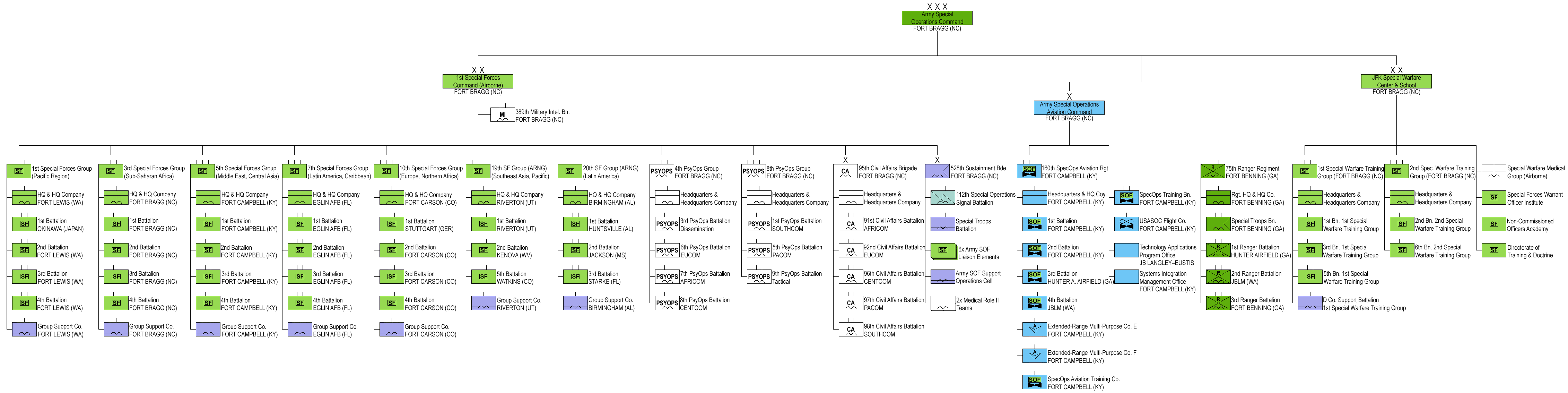
Ordre de bataille du Army Special Operations Command en 2011.